# Eriphia
Eriphia é um gênero de caranguejos.

## Espécies
- Eriphia gonagra (Fabricius, 1781)
- Eriphia sebana (Shaw & Nodder, 1803)
- Eriphia smithii (MacLeay, 1838)
- Eriphia verrucosa (Forskål, 1775)